# Grafenwald
Grafenwald is een plaats in de Duitse gemeente Bottrop, deelstaat Noordrijn-Westfalen, en telt 6300 inwoners (2006).